# Dragow
Dragow est un jeu de gestion free-to-play développé par Owlient et édité par Ubisoft. Le jeu a ouvert sur le web le 26 juin 2013 et a fermé ses portes le 2 juillet 2014. Le jeu consistait à élever des dragons pour ensuite combattre les autres joueurs ou faire évoluer une race.

## Système de jeu
Le joueur commence la partie avec un unique dragon dont il choisit la race et le sexe. Pour bien commencer, le jeu propose un didacticiel qui permettra au joueur de gagner différents objets. Une fois lâché dans le jeu, le joueur devra coloniser des îles sauvages, source de nourriture pour ses dragons, et améliorer son armée.
Le jeu fermera ses portes en 2015 sous les larmes de milliers de joueurs. La communauté, très engagée, n'aura de cesse de regretter cette fermeture anticipée et très regrettable.